# Риго, Фернан
| Открытые астероиды: 8 | Открытые астероиды: 8 |
| --------------------- | --------------------- |
| (1292) Люце           | 17 сентября 1933      |
| (1378) Леонса         | 21 февраля 1936       |
| (1458) Миневра        | 1 сентября 1937       |
| (1555) Деян           | 15 сентября 1941      |
| (3280) Гретри         | 17 сентября 1933      |
| (4908) Вард           | 17 сентября 1933      |
| (7000) Кюри           | 6 ноября 1939         |
| (19911) Риго          | 26 марта 1933         |

Ферна́н Риго́ (фр. Fernand Rigaux; 1905 — 21 декабря 1962) — бельгийский астроном, первооткрыватель комет и астероидов, сотрудник Королевской обсерватории Бельгии. В период 1933 по 1941 год им было обнаружено в общей сложности 8 астероидов. Помимо этого в феврале 1951 года, совместно со своим коллегой Сильвеном Ареном, им была открыта короткопериодическая комета Комета Арена — Риго.
В честь Риго назван, открытый им в 1933 году астероид (19911) Риго. Астероид (1292) Люце Риго назвал в честь своей матери.